# Мирмидоняне (пьеса)
«Мирмидоняне» (др.-греч. Μυρμιδόνες) — трагедия древнегреческого драматурга Эсхила (первая половина V века до н. э.), первая часть тетралогии о мифологическом персонаже Ахилле, известной под условным названием «Ахиллеида». Её текст почти полностью утрачен.

## Сюжет и судьба пьесы

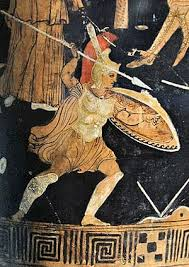
Ахилл

Заглавные герои трагедии Эсхила — представители мифического народа, обитавшего в Фессалии, которые последовали за своим вождём Ахиллом на войну с Троей. Действие «Мирмидонян» происходит во время «гнева Ахилла»: в прологе (он соответствует концу XI и началу XII песней «Илиады» Гомера) ахейцы сражаются с врагом у своих кораблей. Хор упрекает героя, считая его отказ от участия в боевых действиях изменой, и даже грозит побить его камнями. Ахилл отпускает на бой своего друга Патрокла, а в финале пьесы оплакивает его.
В общей сложности Эсхил посвятил мифам об Ахилле не меньше трёх пьес, и антиковеды достаточно уверенно объединяют их в цикл с условным названием «Ахиллеида». «Мирмидоняне» явно были первой частью этого цикла; за ними следовали «Нереиды» и «Фригийцы, или Выкуп тела Гектора». В античную эпоху это были одни из самых прославленных пьес Эсхила, однако позже тексты трагедий были почти полностью утрачены. От «Мирмидонян» сохранился только набор разрозненных фрагментов (фрг. 131—142 Radt).
Описание постановки «Мирмидонян» занимает важное место в историческом романе Мэри Рено «Маска Аполлона» (1966).